# توني ويستون
توني ويستون (بالإنجليزية: Tony Weston)‏ (3 أبريل 1946 في المملكة المتحدة - ) هو لاعب كرة قدم بريطاني في مركز الدفاع. لعب مع إبسفليت يونايتد وتونبريدج أنغلز ونادي غيلينغهام وأشفورد يونايتد ‏ ونادي فوكستون.